# Црква Светих преподобномученика ђакона Авакума и игумана Пајсија
Црква Светих преподобномученика ђакона Авакума и игумана Пајсија је православна црква у Београду посвећена Светом ђакону Авакуму и Светом игуману Пајсију.
Црква је изграђена у српско-византијском стилу по пројекту архитекте Љубице Бошњак. Темељи су освештани 15. новембра 2009. године, а осликавање под надзором сликара Драгомира Марунића је завршено 2020. године.